# Леслі Річ
Леслі Річ (англ. Leslie Rich, 29 грудня 1886 — 0 жовтня 1969) — американський плавець.
Призер Олімпійських Ігор 1908 року.